# Облямований тритон
Облямований тритон (Ommatotriton) — рід земноводних з родини Саламандрові ряду Хвостаті земноводні. Має 2 види. Інша назва «пластинчасті саламандри».

## Опис
Загальна довжина представників цього роду досягає 15—19 см. Голова трохи сплощена зі світлими плямами. Тулуб середнього розміру з гребінцем (у кожного з видів він різний). Забарвлення здебільшого піщаного або сірого кольору з різними відтінками. Уздовж тіла тягнуться яскраві смужки.

## Спосіб життя
Полюбляють ліси, вологі місцини, місцини поблизу струмків. Зустрічаються на висоті до 2800 м над рівнем моря. Активні у присмерку або вночі. Харчуються безхребетними, ракоподібними, дрібними молюсками, пуголовками.
Статева зрілість настає до 4 років. Самиці відкладають у середньому до 100 ікринок, бувають й більші кладки. Личинки з'являються через 1 місяць.

## Розповсюдження
Мешкають на Кавказі, у Туреччині, Іраку, Сирії, Лівані, Ізраїлі, Йорданії.

## Види
- Ommatotriton ophryticus
- Ommatotriton vittatus